# Zegzel
Zegzel (en àrab زكَزل, Zagzal; en amazic ⵣⴳⵣⵍ) és una comuna rural de la província de Berkane, a la regió de L'Oriental, al Marroc. Segons el cens de 2014 tenia una població total de 16.137 persones.